# Pararge tircis
Pararge tircis är en fjärilsart som beskrevs av Jean Baptiste Godart 1821. Pararge tircis ingår i släktet Pararge och familjen praktfjärilar. Inga underarter finns listade i Catalogue of Life.